# Stade Brestois 29
Stade Brestois 29 ali na kratko Stade Brest, oziroma Brest je francoski nogometni klub iz mesta Brest. Ustanovljen je bil leta 1950 in aktualno igra v Ligue 1, 1. francoski nogometni ligi.
Vidnejši uspehi Bresta so en naslov prvaka 2. lige (1980/81), dvakratni doseg četrtfinala francoskega pokala (1982/83, 2014/15), en naslov prvaka pokala Gambardella (1990), štirikratni naslov prvaka bretanske divizije d'Honneur (1966, 1972, 1977, 2005) in en naslov prvaka bretanskega pokala (1969).
Domači stadion Bresta je Stade Francis-Le Blé, ki sprejme 15.931 gledalcev. Barvi dresov sta rdeča in bela. Nadimek nogometašev je Les Ty' Zefs